# Federico Vega
Pour les articles homonymes, voir Vega (homonymie).
Federico Vega, né le 4 février 1993 à Don Torcuato en Argentine, est un footballeur argentin. Il évolue au poste d'arrière droit.

## Biographie
Il joue une soixantaine de matchs en deuxième division espagnole entre 2015 et 2018, inscrivant un but.

## Palmarès
- Vainqueur de la Copa Libertadores des moins de 20 ans en 2012 avec l'équipe d'Argentine des moins de 20 ans
- Champion d'Argentine en 2014 avec River Plate (Tournoi Final)